# Natodagen
Natodagen är en märkesdag till minne av den 4 april 1949 då Nordatlantiska fördraget ingicks. Den högtidlighålls i alla medlemsländer samt, men inte bara, i Nordmakedonien och första söndagen i april i Rumänien. I Litauen högtidlighålls dagen den 29 mars, eftersom det var den dag år 2004 då landet anslöt sig till Nato.